# Dipartimento di San Carlos (Salta)
San Carlos è un dipartimento argentino, situato nella parte centro-meridionale della provincia di Salta, con capoluogo San Carlos.
Esso confina a sud con la provincia di Catamarca e, da ovest ad est, con i dipartimenti di Molinos, Cachi, Chicoana, La Viña e Cafayate.
Secondo il censimento del 2010, su un territorio di 5.125 km², la popolazione ammontava a 7.016 abitanti, con un decremento demografico del 2,7% rispetto al censimento del 2001.
Il dipartimento, nel 2001, è suddiviso in 3 comuni (municipios):
- Angastaco
- Animaná
- San Carlos